# Haschimiten
Die Haschimiten oder Haschemiten (arabisch هاشميون, DMG Hāšimīyūn) sind eine von den Scherifen von Mekka abstammende arabische Dynastie, die das Königshaus von Jordanien stellt. In der ersten Hälfte des 20. Jahrhunderts stammten auch die Könige von Hedschas, Syrien und Irak aus dieser Familie. Die Bezeichnung als haschemitisch bürgerte sich ab Ende des 19. Jahrhunderts ein, seit die Familie verstärkt ihre Abkunft von Hāschim ibn ʿAbd Manāf und den Banū Hāschim betonte.

## Herkunft
Die Herrschaft der Scherifen über Mekka und Medina ist seit dem späten 10. Jahrhundert bezeugt. Dabei beherrschte die Linie der Husainiden Medina und die Linie der Hasaniden Mekka. Das Oberhaupt der Hasaniden in Mekka führte den Titel eines Großscherifen. Hauptaufgabe war die Organisation der jährlichen Pilgerzüge nach Mekka und die Sicherung der Pilgerkarawanen. Zwar mussten seit dem Niedergang des Abbasidenkalifats verschiedene Oberherren anerkannt werden, beispielsweise die Osmanen, doch wurde die Stellung der Scherifen im Hedschas dadurch nicht erschüttert.
Nachdem die Osmanen 1517 die Husainiden abgesetzt hatten, konnten die Hasaniden ihren Einfluss auf Medina ausdehnen. Da verschiedene Zweige der Familie um das Amt des Großscherifen kämpften, war eine eigenständige Machtpolitik jedoch nicht möglich. Einer der bedeutendsten Großscherifen war Ghalib (1788–1813), der lange Zeit zwischen Osmanen, Wahhabiten und Ägyptern taktierte, bis er von Muḥammad ʿAlī, dem quasi unabhängigen osmanischen Gouverneur von Ägypten, abgesetzt wurde. In der Folgezeit verstärkten die Osmanen von Syrien und Palästina aus ihre Kontrolle über die Großscherifen und hielten einen Teil ihrer Familie als Geiseln in Istanbul.

## Erste Hälfte des 20. Jahrhunderts

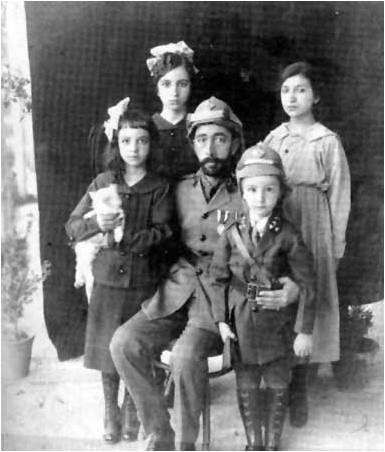
Faisal I. mit Familie in Syrien 1920

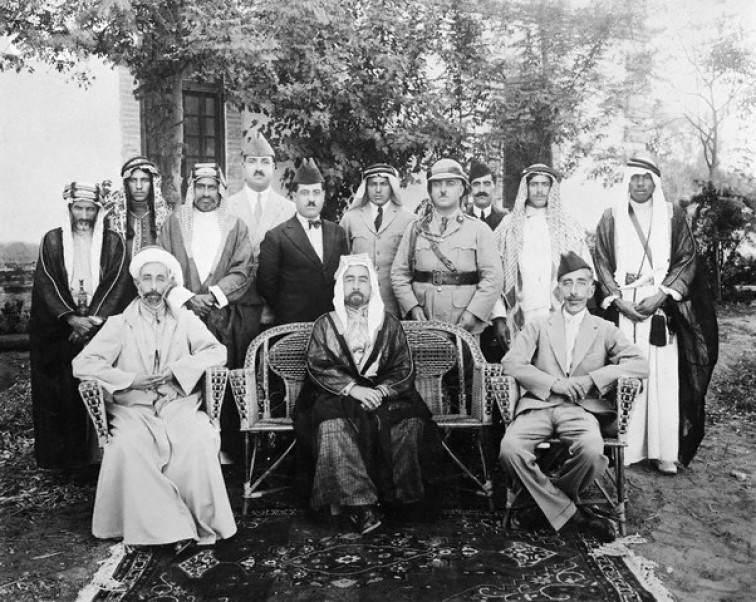
Die Könige Ali von Hedschas (links), Abdullah von Transjordanien (Mitte) und Faisal von Irak (rechts)

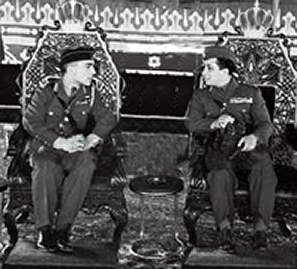
Die Haschemiten-Könige Faisal II. von Irak und Hussein I. von Jordanien (1958)

Auch Ḥusain ibn ʿAlī war Geisel in Istanbul gewesen, als er 1908 vom Sultan als Großscherif in Mekka eingesetzt wurde. Husain blieb zunächst loyal, erhob sich jedoch während des Ersten Weltkrieges gegen die Osmanen („Arabische Revolte“) und versuchte mit britischer Hilfe, ein unabhängiges, großarabisches Königreich zu gründen. Diese Pläne scheiterten an den kolonialen Interessen der Briten und Franzosen, die Mesopotamien 1918/20 unter sich aufteilten. Zwei jüngeren Söhnen Hussains gelang es, unter britischer Oberherrschaft zwei neue Monarchien zu begründen. Faisal I. wurde, nach einem missglückten Versuch in Syrien 1920, von wo ihn die Franzosen wieder vertrieben (Schlacht von Maysalun), 1921 zum ersten König des Iraks, sein jüngerer Bruder Emir Abdallah I. stieg zum Emir und später (1946) zum König von Transjordanien – dem heutigen Jordanien – auf.
Großscherif Husain hatte bereits 1916 – bei Beginn seines Aufstandes gegen die Osmanen – den Titel eines Königs des Hedschas (also des Gebiets um Mekka und Medina) angenommen. Nachdem Atatürk den letzten osmanischen Kalifen 1924 abgesetzt hatte, übernahm Hussain den vakant gewordenen Kalifentitel und damit den für viele provozierenden Anspruch auf die Herrschaft über alle Muslime. Der Saudi-Herrscher ʿAbd al-ʿAzīz ibn Saʿūd (kurz oft: Ibn-Saud), damals noch Sultan des Nedschd und ab 1932 erster König von Saudi-Arabien, griff daraufhin als der größte Konkurrent um die Herrschaft im engeren arabischen Raum unverzüglich den Hedschas und dessen Hauptstadt Mekka an. Die Gründe waren sowohl politischer als auch religiöser Natur. Dem hatte Hussain militärisch nichts entgegenzusetzen. Um sein Reich für seine Dynastie zu retten, dankte Hussain 1924 zugunsten seines Sohnes Ali ab und verzichtete zugleich auf den Kalifentitel. Ende 1925 musste König Ali vor den Saudis aus Mekka flüchten. Das Stammland der Haschimiten war seither für diese Dynastie verloren und ist bis heute Teil Saudi-Arabiens.
Zum Zentrum der Haschimiten wurde daraufhin die alte Kalifenstadt Bagdad, nunmehr Hauptstadt des Haschimiten-Königreichs Irak. Dorthin ging der aus Mekka vertriebene Zweig der Dynastie ins Exil. Ein Sohn des Ex-Königs Ali, der Emir Abd ul-Ilah (ermordet im Juli 1958), stieg in der Folge zum langjährigen Prinzregenten des Iraks auf (1939–1953). Dass die Haschimiten-Herrschaft im Irak aufgrund ihrer Landesfremdheit und probritischen Haltung ernsthaft gefährdet war, wurde erstmals durch den arabisch-nationalistischen Putsch von 1941 deutlich, der jedoch durch britisches Militär niedergeschlagen wurde. Gegen das nationalrevolutionäre Ägypten unter Gamal Abdel Nasser, das ab 1952/53 und namentlich seit der Sueskrise von 1956 einen antiwestlichen gesamtarabischen Nationalismus vertrat, entwickelten sich die haschemitischen Königreiche Irak und Jordanien zur entscheidenden prowestlichen Gegenmacht (Bagdad-Pakt 1955, Union beider Reiche 1958), die jedoch innenpolitisch längst unterhöhlt war. Der blutige Militärputsch in Bagdad vom Juli 1958 stürzte die Haschimiten-Herrschaft im Irak, rottete den Großteil der dort lebenden Haschimiten aus (darunter König Faisal II. und dessen Onkel Abd ul-Ilah) und reduzierte die Dynastie damit auf den unbedeutenderen Nachbarstaat Jordanien.
Auch in Jordanien war die Haschimitenherrschaft lange durch arabisch-nationalistische Strömungen bedroht. Hinzu trat die Sprengkraft des Israel-Palästina-Konflikts. Der erste jordanische Haschimiten-König Abdallah hatte sich 1948 am verlorenen Krieg gegen Israel beteiligt, sich dann aber mit Israel auf eine Aufteilung Palästinas geeinigt, die aus dem bisherigen „Transjordanien“ 1949 ein „Gesamtjordanien“ machte und dem König die Herrschaft über die heiligen Stätten Jerusalems eintrug; im Juli 1951 wurde König Abdallah wegen dieser von arabischen Nationalisten als verräterisch empfundenen Politik ermordet. Das damals annektierte Westjordanland und Jerusalem gingen 1967 durch die Niederlage im Sechstagekrieg (Juni 1967) an Israel verloren.

## Seit 1952
Auch Abdallahs Enkel König Hussein von Jordanien (1952–1999) hatte zahlreiche Attentate, die einen Sturz der Haschimiten in Jordanien bezweckten, zu überstehen. Hussein überlebte dies ebenso wie den Versuch der Palästinensischen Befreiungsfront (PLO) unter Jassir Arafat, den Staat Jordanien mit seiner palästinensischen Bevölkerungsmehrheit Schritt für Schritt von innen her zu übernehmen, indem er die PLO 1970/71 im Jordanischen Bürgerkrieg gewaltsam aus dem Land vertrieb.
Auf diese Weise, aber auch durch eine diplomatische Schaukelpolitik, die sich insgesamt vor allem an die USA anlehnte und damit die alte prowestliche Haschimitentradition fortführte, überlebte der jordanische Zweig der Dynastie bis heute. Husseins seit 1999 regierender Sohn König Abdullah II. von Jordanien soll in ununterbrochener, männlicher Linie auf Hāschim ibn ʿAbd Manāf zurückgehen, seine Mutter allerdings ist Engländerin.